# باول توش
باول توش (بالإنجليزية: Paul Tosh)‏ هو لاعب كرة قدم بريطاني في مركز الهجوم، ولد في 18 أكتوبر 1973 في Arbroath ‏ في المملكة المتحدة. لعب مع ريث روفرز ونادي اربوراث ونادي إكزتر سيتي ونادي بارتيك ثيسل ونادي دندي ونادي مونتروز لكرة القدم ونادي هيبرنيان.

## وصلات خارجية
- باول توش على موقع قاعدة بيانات كرة القدم.إي يو (الإنجليزية)
- باول توش على موقع Soccerbase.com (لاعب) (الإنجليزية)